# جورج هوم استیوارت
جورج هوم استیوارت (انگلیسی: George H. Steuart; ۲۴ اوت ۱۸۲۸ – ۲۲ نوامبر ۱۹۰۳) فرد نظامی اهل ایالات متحده آمریکا بود.